# Brachyphoris brevistipitata
Brachyphoris brevistipitata är en svampart som först beskrevs av B. Liu, Xing Z. Liu & W.Y. Zhuang, och fick sitt nu gällande namn av Juan Chen, L.L. Xu, B. Liu & Xing Z. Liu 2007. Brachyphoris brevistipitata ingår i släktet Brachyphoris och familjen vaxskålar.   Inga underarter finns listade i Catalogue of Life.